# Josep Robrenyo i Tort
Josep Robrenyo i Tort, nascut a Barcelona el 1780 i mort al mar de les Antilles el 1838, va ser un escriptor i actor català.
Fou un autor de teatre prolífic, considerar precursor del Teatre de la Renaixença i un personatge d'enorme popularitat en la seva època. Partidari de la causa liberal, s'especialitza en teatre revolucionari, un gènere preromàntic. Les seves peces, entre les quals hi ha un gran nombre de sainets costumistes, són de caràcter patriòtic. Els personatges parlen en català, tot i que els discursos oficials, plens de consignes polítiques, són en castellà.

## Biografia
L'origen social de Josep Robrenyo és menestral, ell mateix treballà de jove en l'ofici de fuster.
Afeccionat ben aviat al teatre, a partir de 1811 va formar part del Teatre de la Santa Creu a la Rambla de Barcelona, en papers d'actor còmic on explotava l'efecte de ser fort i menut d'estatura.
Durant la guerra del Francès lluità en el conflicte i redactà manifestos en contra del rei Josep Bonaparte.
A partir de 1821 destacà per fer defensa aferrissada de la causa constitucional (Constitució de Cadis de 1812).
Per les seves idees polítiques patí penes de presó, d'exili i censura sota els governs absolutistes fins a l'amnistia de 1832 que li van permetre reintegrar-se públicament al món del teatre.
El 1838 en iniciar un dels seus viatges per actuar a Amèrica el vaixell encallà i ell i la seva dona moriren de set.
Obtingué una gran popularitat gràcies a les seves obres sobre temes candents de política a l'època que apassionaven al gran públic.
Es pot considerar com el precursor de la Renaixença literària catalana especialment en el món del teatre.
La seva producció abraça peces de costums, de circumstàncies i sobretot obres de caràcter polític,
caracteritzades en general pel propòsit propagandístic, amb la intenció d'estimular el públic per la causa Lliberal. Per aconseguir-ho arribà a deformar molt la realitat.
El seu teatre era considerat una mica ingenu, però d'estil directe i fresc, amb locucions, frases fetes i girs populars que l'acosten ràpidament a les classes obreres.

## Obres
De la seva extensa producció destaquen textos com ara:
- Mossèn Anton a les muntanyes del Montseny (1822)
- Numància de Catalunya (1822)
- La fugida la Regència de la Seu d'Urgell i les desgràcies del pare Llibri (1822)
- L'hermano Bunyol (1835).
- Poesia: hi destaquen els poemes satírics Sermó de les modes i el Sermó de les murmuracions. Es van editar a Barcelona el 1855
- Teatre: va fer sainets costumistes amb títols com ara: El Sarau de la Patacada. També altres obres en castellà o bilingües com La Unión o la tía Secallona en las fiestas de Barcelona (1833).